# Cäcilienstraße 47 (Heilbronn)

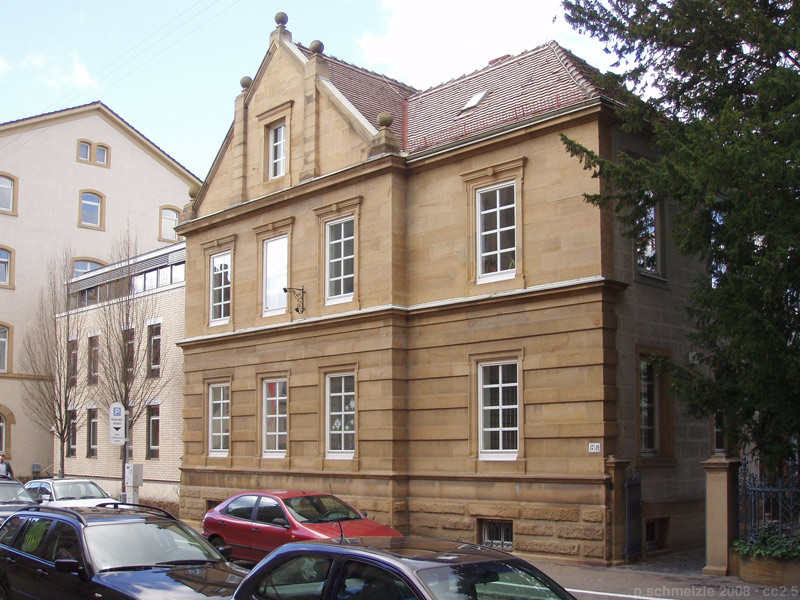
Haus Cäcilienstraße 47 mit einer Fassade in Werkstein

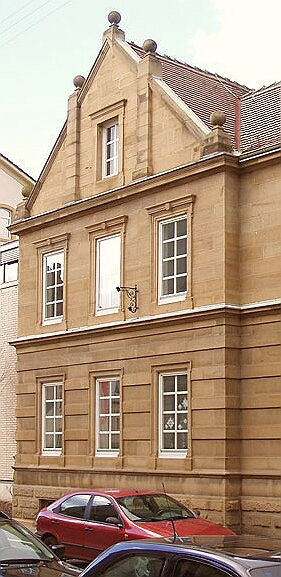
Der Seitenrisalit mit „axial angeordneten profiliert gerahmten Fensteröffnungen“

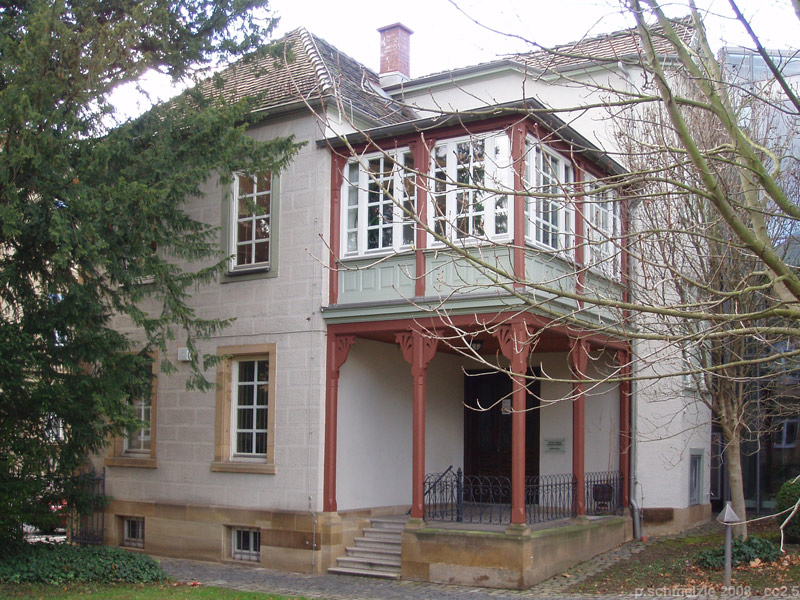
Der verputzte Backsteinbau im rückwärtigen Teil des Hauses

Das Haus Cäcilienstraße 47 ist ein historisches Gebäude in Heilbronn, das als Kulturdenkmal unter Denkmalschutz gestellt wurde.

## Lage
Die im Jahre 1809 mit dem Abbruch der Stadtbefestigung angelegte Cäcilienstraße befindet sich im Süden der Innenstadt zu Heilbronn auf der historischen Landstraße von Heilbronn nach Stuttgart Gartenland, verläuft von Ost nach West und quert dabei die Wilhelmstraße.
Das Wohnhaus liegt an der Nordseite der Cäcilienstraße zwischen der Querung der Urbanstraße und der Querung der Wilhelmstraße. Das Gebäude wird auf der linken Seite vom Wilhelmsbau und auf der rechten Seite von dem Haus Cäcilienstraße 51 flankiert.

## Geschichte
Das Gebäude wurde im Jahre 1871 als eigenes Wohnhaus nach Plänen des Architekten Hammann errichtet. Im Jahre 1907 wurde es als Wohnhaus der Kaufmannsfamilie Meißner aus Heilbronn leicht verändert umgebaut. 1950 besaß das Haus der nach Amerika ausgewanderte Emil Hinderer. Der Zahnarzt Heinrich Stade hatte Räume im Erdgeschoss und im ersten Stock gemietet. 1961 war das Gebäude in den Besitz der Stadt Heilbronn übergegangen, während Zahnarzt Stade noch immer Mieter war.

## Beschreibung
Das Gebäude ist laut Denkmaltopographie ein „zweigeschossiger Putzbau mit Werksteinfassade“. Während der Putzbau, also der verputzte Backsteinbau im rückwärtigen Teil des Hauses zu finden ist, zeigt sich die in Werkstein gearbeitete Fassade an der Cäcilienstraße.
Weiterhin beschreibt die Denkmaltopographie das Gebäude mit „Gesimsbändern, Seitenrisalit und axial angeordneten profiliert gerahmten Fensteröffnungen“. So zeigt das Erdgeschoss,  die in der Denkmaltopographie erwähnten horizontalen „Gesimsbänder“. Die Fassade ist durch ein Seitenrisalit gegliedert, der als oberen Abschluss einen Giebel aufweist. An diesem Seitenrisaliten sind Fenster zu sehen, die symmetrisch, also „axial“ in der Fassade angeordnet worden sind. Diese Fenster zeigen eine Umrahmung, die reich profiliert ist.

## Kunstgeschichtliche Bedeutung
Das im Jahre 1871 nach Plänen des Architekten Hammann errichtete und im Jahre 1907 umgebaute Gebäude ist ein Beispiel für ein Wohnhaus einer Heilbronner Kaufmannsfamilie in der Gründerzeit und wurde deswegen unter Denkmalschutz gestellt.